# Сингулярність (математика)
Особлива точка вказує сюди. Див також особлива точка (диференціальні рівняння). Див також Критична точка (математика).
Особливість, або сингулярність в  математиці — це точка, в якій математичний об'єкт (зазвичай  функція) не визначений або має нерегулярну поведінку (наприклад, точка, в якій функція  недиференційована).

## Особливості в комплексному аналізі
Комплексний аналіз розглядає особливості  голоморфних (і загальніший випадок:  аналітичних) функцій — точки  комплексної площини, в якій ця функція не визначена, її границя дорівнює нескінченості або границі не існує зовсім.
У випадку  точок розгалуження аналітичних функцій, функція в особливій точці може бути визначена і  неперервна, але не є аналітичною.

## Особливості в дійсному аналізі

Функція {\displaystyle f(x)=1/x} має особливу точку в нулі, де вона прямує до додатньої нескінченності справа і до від'ємної нескінченності - зліва.
Функція {\displaystyle g(x)=|x|} також має сингулярність в нулі, де вона недиференційована.
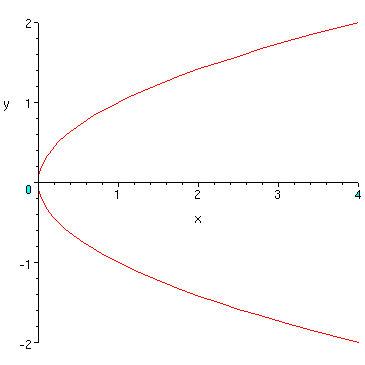
Графік функції {\displaystyle y^{2}=x} має сингулярність в нулі — вертикальну дотичну.
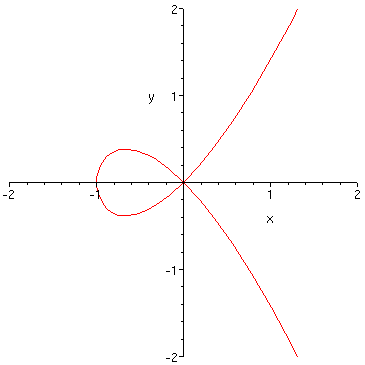
Крива, що заданна рівнянням {\displaystyle y^{2}=x^{3}+x^{2}}, має у (0,0) особливість — точку самоперетину.

## Дивись також
- Особлива точка